# Давыдовка (Омская область)
Давы́довка — деревня в Омском районе Омской области России. Входит в состав Пушкинского сельского поселения.

## История
Основана в 1819 году. В 1928 году состояла из 157 хозяйств, основное население — русские. В административном отношении деревня являлась центром Давыдовского сельсовета Бородинского района Омского округа Сибирского края .

## Население
| 2006 | 2010 |
| ---- | ---- |
| 14   | ↗20  |

### Гендерный состав
По данным Всероссийской переписи населения 2010 года, в гендерной структуре населения из 20 жителей мужчин и женщин по 10 человек (по 50,0 % каждая когорта).

### Национальный состав
Согласно результатам переписи 2002 года, в национальной структуре населения русские составляли 100 % из 10 чел.